# بيل هوبر
بيل هوبر (بالإنجليزية: Bill Hopper)‏ (20 فبراير 1938 في المملكة المتحدة - ) هو لاعب كرة قدم بريطاني في مركز الهجوم. لعب مع نادي هاليفاكس تاون وبيشوب أوكلاند ‏ وكروك تاون ‏ ونادي ساوث شيلدز ‏ ونادي ووركينغتون وStockton F.C. ‏ ووست أوكلاند تاون ‏ ودارلينجتون إف سى.